# Toms Brook
Toms Brook – miasto w Stanach Zjednoczonych, w stanie Wirginia, w hrabstwie Shenandoah.